# The Voice Within
The Voice Within – piosenka popowa stworzona na czwarty album studyjny amerykańskiej wokalistki Christiny Aguilery pt. Stripped (2002). Wyprodukowany przez Glena Ballarda, utwór wydany został jako piąty i finalny singel promujący krążek 23 listopada 2003 roku.
Singel dotarł do trzydziestego trzeciego miejsca amerykańskiej listy przebojów Billboard Hot 100, stając się jedenastym utworem Aguilery, który znalazł się w Top 40 zestawienia. Osiągnął dziewiątą pozycję w brytyjskim notowaniu UK Singles Chart oraz ósmą na australijskiej ARIA Top 100 Singles Chart, a także zajmował miejsca w Top 10 wielu innych notowań, głównie w Europie. Sam utwór uzyskał pozytywne recenzje od dziennikarzy muzycznych.
Teledysk do utworu wyreżyserował David LaChapelle. Klip został doceniony przez krytykę, a w 2004 roku także nominowany do MTV Video Music Awards w trzech kategoriach, w tym jako najlepszy wideoklip żeńskiego artysty.

## Informacje o utworze
„The Voice Within” to pogodna ballada autorstwa Christiny Aguilery i Glen Ballarda, autora i producenta muzycznego, zdobywcy nagrody Grammy. Ballard wyprodukował także utwór. W kompozycji tej, gatunkowo stanowiącej hybrydę popu, soulu, gospelu oraz muzyki z rodzaju adult contemporary, głos Aguilery opiera się na oktawach, od D3 to F♯5. Piosenkę nagrywano w 2002 roku w dwóch kalifornijskich studiach: centralno-hollywoodzkim The Record Plant oraz NRG Recording Studios w North Hollywood. Wersja albumowa utworu przedłuża go o kilkadziesiąt sekund oraz łączy z kolejną kompozycją znajdującą się na krążku Stripped – „I’m OK”. Podstawowa, wydana na singlu edycja trwa cztery minuty i piętnaście sekund, zaś alternatywna, powszechnie nieznana wersja zawarta na albumie kompilacyjnym Totally Hits 2004 (wyd. Sony BMG/Warner Music Group) – cztery minuty i dwadzieścia sześć sekund. Według Aguilery, nagranie traktuje o „nauce liczenia wyłącznie na swoje własne siły oraz znajdywaniu prawdy w głębi siebie”. Terry Young Jr., pracownik The Hampton Institute, oddziału Uniwersytetu w Hampton, uznał, że „za pośrednictwem utworu ‘The Voice Within’ Aguilera zaapelowała do młodzieży, by nie robili tego, co inni ludzie, ponieważ ważniejsze jest podążanie za głosem serca”.
Aguilera nie chciała, by „The Voice Within” wydane zostało w charakterze ostatniego singla z jej drugiego albumu. Artystka naciskała na wytwórnię RCA Records, by za piąty z kolei singel posłużyła piosenka „Impossible”, napisana i wyprodukowana przez Alicię Keys, wierząc, że utwór ten pomoże dostać się jej na rynek muzyki urban. Zarządcy RCA mieli jednak na celu wydanie w okresie świąt Bożego Narodzenia poruszającą balladę i uważali „The Voice Within” za idealnego kandydata do powtórzenia sukcesu „Beautiful”, drugiego singla ze Stripped, który premierę odnotował rok wcześniej, w wigilię, 24 grudnia. Gdy wytwórnia podjęła ostateczną decyzję odnośnie do singla finalnego, z idei wydania kompozycji „Impossible” zrezygnowano w ogóle.
Pomimo odniesionego sukcesu, „The Voice Within” nie znalazł się na składance z największymi przebojami Aguilery, Keeps Gettin' Better – A Decade of Hits (2008).

### Obecność w kulturze masowej
Kompozycja odcisnęła swoje piętno na współczesnej popkulturze. Film The Voice Within w reżyserii Reginy Fuller swój tytuł zapożycza od utworu Aguilery. Ten jest zresztą wykonywany w projekcie przez jednego z bohaterów. Utwór zyskał popularność wśród miłośników formy balladowej i jest często wykonywany przez bohaterów telewizyjnych talent shows. W jednym z finałowych odcinków piątej edycji programu American Idol piosenkę wykonała uczestniczka, Katharine McPhee. Podobnie, w odcinku Australian Idol utwór odśpiewała finalistka Roxane LeBrasse, a w amerykańskiej edycji The Voice śpiewali go Chris Mann i Jacquie Lee. Drag queen Monét X Change – uczestniczka programu RuPaul’s Drag Race – wskazała „The Voice Within” jako swoją ulubioną piosenkę Aguilery.

## Wydanie singla
Światowa premiera singla miała miejsce przed okresem świątecznym, 23 listopada 2003 roku. Wydawnictwo opublikowano na płytach kompaktowych oraz w systemie digital download (rok 2003 był okresem, w którym sprzedaż cyfrowa dopiero się rozwijała). 13 stycznia 2004 singel wydano w Wielkiej Brytanii.
Podobnie, jak poprzednie single Aguilery z albumu Stripped, tak i „The Voice Within” osiągnął pozycje w Top 10 większości krajów europejskich (między innymi pozycja #9 na UK Singles Chart czy #3 w szwajcarskim zestawieniu Swiss Top 100 Singles – jeden z większych sukcesów utworu na listach przebojów). Poza Europą, singel odnosił wielkie sukcesy w Azji, zajmując miejsca #1 w oficjalnych notowaniach Hongkongu i Filipin. W Stanach Zjednoczonych, na liście Billboard Hot 100 utwór uplasował się na szczytnej pozycji #33, stając się drugim najgorzej sprzedającym się singlem z krążka Stripped po inauguracyjnym „Dirrty”. W innym zestawieniu Billboardu, Top 40 Mainstream, „The Voice Within” zajęło pozycję #11.

## Opinie
W 2013, w wywiadzie dla programu telewizyjnego Extra, brytyjski wokalista i tekściarz Ed Sheeran, poproszony o wskazanie dwóch swoich ulubionych piosenek, wymienił single Aguilery: „The Voice Within” i „Ain’t No Other Man”. Według redaktorów strony internetowej the-rockferry.onet.pl, „The Voice Within” to druga w kolejności najlepsza kompozycja nagrana przez Aguilerę w latach 1997–2010; w zestawieniu stu najlepszych utworów artystki serwis przypisał balladzie pozycję #2 (na miejscu pierwszym umieszczono singel „Fighter”). W podobnym rankingu uplasował piosenkę Jason Scott (popdust.com). Niemiecka dziennikarka muzyczna Yavi Bartula (styleranking.de) wskazała nagranie jako jedną z pięciu najbardziej przyprawiających o dreszcze ballad z repertuaru Aguilery. Pod koniec sierpnia 2014 roku Jason Lipshutz, redaktor magazynu Billboard, uznał singel za jeden z dwudziestu największych hitów Aguilery w Stanach Zjednoczonych.

### Recenzje
Utwór uzyskał pozytywne recenzje ze strony profesjonalnych krytyków muzycznych. Josh Kun, dziennikarz współpracujący z pismem Spin, podsumował „The Voice Within” jako „zachwycającą balladę dla nastolatków, na miarę Celine Dion”, a Sal Cinquemani ze Slant Magazine nazwał kompozycję „inspirującą balladą opartą na silnych wokalach”. Pamflecista piszący dla witryny o nazwie CD Universe uznał, że „bogaty, gardłowy styl śpiewania Aguilery sprawdza się dobrze w wolniejszych kawałkach”; swoją tezę podparł przykładem w postaci „The Voice Within”, a ton utworu przyrównał do kroju twórczości Mariah Carey. Amanda Murray (sputnikmusic.com), choć zarzuciła piosence tandetność, chwaliła jednocześnie jej silny wydźwięk. Portal epinions.com powtórzył opinię Murray. „Chociaż ‘The Voice Within’ jest bardziej naiwny i utarty niż 'Beautiful', wywiązuje się z centralnego oraz uniwersalnego założenia krążka Stripped i dotyka kwestii miłości do samego siebie, empowermentu” – pisał opiniodawca. Według Michiela Vosa (A Bit of Pop Music) utwór jest inspirujący i pełen dramatyzmu.

## Teledysk
Teledysk do utworu wyreżyserował David LaChapelle, który wcześniej współpracował z Aguilerą przy kontrowersyjnym klipie do również wzbudzającego sensacje singla „Dirrty”. Produkcją teledysku zajęło się LaChapelle Studio oraz przedsiębiorstwo MMG. Klip realizowano w opuszczonym teatrze w Los Angeles. Został on zainspirowany przez sztukę neorealistyczną.
Wideoklip jest bardzo uproszczony, wręcz minimalistyczny w formie. Nakręcony został w czerni i bieli, przy zastosowaniu efektu fotografii monochromatycznej, oraz przy użyciu jednej tylko kamery, bez żadnych cięć. Na całość klipu składa się więc jedna scena. Rozpoczyna się ona zbliżeniem twarzy Aguilery, następnie kamera stopniowo się oddala, ukazując wokalistkę siedzącą w opuszczonym pomieszczeniu. Aguilera przechadza się następnie przez inne pomieszczenia, które stanowią część magazynu. Gdy opuszcza budynek, przebiega boso przez ulicę, by ostatecznie spocząć na oświetlonym polu. Kamera kieruje się w stronę rozgwieżdżonego nieba. Choreografię do klipu stworzyła Jeri Slaughter („Dirrty”, „Can’t Hold Us Down”).
Dzieło LaChapelle’a spotkało się zarówno z uznaniem krytyki, jak i z popularnością medialną. Podczas 2004 MTV Video Music Awards teledysk uzyskał trzy nominacje do nagród w kategoriach: najlepszy teledysk żeńskiego artysty, najlepsze zdjęcia i Viewer’s Choice (pl. wybór widzów). „The Voice Within” był także jedenastym wideoklipem Aguilery, który wszedł na listę Total Request Live – notowanie dziesięciu najpopularniejszych klipów dnia stacji MTV. Szczyt listy osiągnął dwukrotnie, a ogółem spędził na niej trzydzieści siedem dni. Elizabeth Learned, redaktorka witryny thecelebritycafe.com, uwzględniła wideo w zestawieniu dziesięciu najlepszych teledysków w karierze Aguilery, na miejscu czwartym. Learned chwaliła prostotę klipu, który podsumowała jako „piękny” i „nadający ton znaczeniu utworu”.

## Promocja i wykonania koncertowe

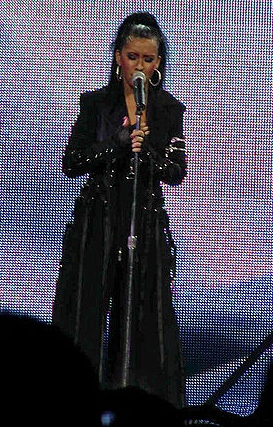
Christina Aguilera wykonuje utwór „The Voice Within” podczas Stripped World Tour.

Styczniem 2004 Aguilera odśpiewała utwór w programie telewizyjnym Hit machine francuskiej telewizji M6, w ramach promocji. W 2003 artystka występowała z „The Voice Within” w ramach trasy koncertowej Stripped World Tour po Europie, Australii i Azji. Ballada znajdowała się na setliście pod numerem czwartym.
31 grudnia 2013 roku Aguilera dała prywatny, sylwestrowy koncert w Moskwie. Na setlistę złożyło się czternaście utworów, wśród nich single z ery albumu Stripped: „Dirrty”, „Beautiful”, „Fighter” i „The Voice Within”. Piosenkarka miała wystąpić z balladą podczas festiwalu muzycznego Twin Towers Alive w Petronas Towers w Kuala Lumpurze dnia 28 marca 2014. Koncert został odwołany z powodu katastrofy lotu Malaysia Airlines 370. Mimo to, odbył się występ artystki przed prywatną publicznością. 28 maja 2016 występ Aguilery przed dwustutysięczną widownią zamknął marokański festiwal muzyczny Mawazine. Wśród dwudziestu odśpiewanych przez piosenkarkę kompozycji znalazła się ballada „The Voice Within”. W lipcu 2017 Aguilera wystąpiła z utworem podczas koncertu Northwestern Mutual w hali BMO Harris Bradley Center w Milwaukee. 28 kwietnia 2018 zaśpiewała „The Voice Within” w Crystal Hall, w Baku, z okazji Grand Prix Azerbejdżanu. 13 listopada 2018 występ z balladą urozmaicił koncert odbywający się w ramach trasy The Liberation Tour, a rok później nagranie wpisano na setlistę europejskiego tournée The X Tour (przypadającego na okres od lipca do listopada 2019).
W marcu 2022 roku Aguilera wykonała balladę podczas koncertu w Dubaju, w ramach Expo 2020.

## Listy utworów i formaty singla
Ogólnoświatowy CD maxi singel
1. „The Voice Within (Album Version)” – 5:04
2. „The Voice Within (Single Edit)” – 4:15
3. „Beautiful (Fug Remix)” – 5:47
4. „Can’t Hold Us Down (Da Yard Riddim Mix)” – 4:16

Kanadyjski singel CD
1. „The Voice Within (Album Version)” – 5:04
2. „Can’t Hold Us Down (Da Yard Riddim Mix)” – 4:16

## Remiksy utworu
- Bertoldo & Bermudez Club Mix – 9:22
- Almighty Remix (aka Almighty Definitive Mix & Almighty 12" Club Mix) – 8:01
- Almighty PA – 8:01
- Almighty Dub – 7:57
- Almighty Radio (Edit #1) – 3:31
- Almighty Radio (Edit #2) – 4:01
- Almighty Mix Show

## Nagrody i wyróżnienia
| Rok  | Ceremonia                          | Nagroda                                                      | Rezultat  |
| ---- | ---------------------------------- | ------------------------------------------------------------ | --------- |
| 2003 | Cyprus Music Academy Awards        | najlepszy występ wokalny                                     | Wygrana   |
| 2003 | Cyprus Music Academy Awards        | najlepszy żeński występ wokalny                              | Nominacja |
| 2004 | MTV Video Music Awards             | najlepszy teledysk żeńskiego artysty                         | Nominacja |
| 2004 | MTV Video Music Awards             | Viewer’s Choice (pl. wybór widzów)                           | Nominacja |
| 2004 | MTV Video Music Awards             | najlepsze zdjęcia do teledysku                               | Nominacja |
| 2004 | MVPA Video Awards                  | najlepsza reżyseria teledysku (nagrodzony: David LaChapelle) | Wygrana   |
| 2004 | iHeartRadio MuchMusic Video Awards | najlepszy teledysk międzynarodowego artysty                  | Nominacja |

## Pozycje na listach przebojów
| Notowanie (2003)               | Najwyższa pozycja                   |
| ------------------------------ | ----------------------------------- |
| Argentina Top 40 Singles       | 7                                   |
| Australian ARIA Top 50 Singles | 8                                   |
| Austrian Top 75 Singles        | 7                                   |
| Belgium Top 50 Singles         | 14                                  |
| Brazilian Hot 100 Singles      | 25                                  |
| Canadian Top 100 Singles       | 10                                  |
| Chilean Top 100 Singles        | 18                                  |
| Czech Republic Top 100 Airplay | 13                                  |
| Danish Top 100 Airplay         | 3                                   |
| Danish Top 40 Singles          | 9                                   |
| Dutch Top 40                   | 8                                   |
| European Hot 100 Singles       | 13                                  |
| German Top 100 Singles         | 13                                  |
| Hong Kong Top 20 Airplay       | 1 (1 tydzień na pozycji szczytowej) |
| Hungarian Top Airplay Chart    | 8                                   |
| Indonesian Top Singles Chart   | 4                                   |

| Notowanie (2003)                  | Najwyższa pozycja                   |
| --------------------------------- | ----------------------------------- |
| Irish Top 50 Singles              | 4                                   |
| Italian Top 50 Singles            | 19                                  |
| New Zealand RIANZ Top 50 Singles  | 16                                  |
| Norwegian VG-lista Top 20 Singles | 13                                  |
| Philippines Top Singles Chart     | 1 (1 tydzień na pozycji szczytowej) |
| Romanian Singles Chart            | 48                                  |
| Sweden Top 60 Singles             | 10                                  |
| Swiss Top 100 Singles             | 3                                   |
| U.S. Billboard Hot 100            | 33                                  |
| U.S. Billboard Top 40 Mainstream  | 11                                  |
| U.S. R&R CHR/Pop Charts           | 12                                  |
| UK Official Top 75 Singles        | 9                                   |
| United World Chart                | 7                                   |
| World Chart Show                  | 3                                   |

## Historia wydania
| Region            | Data              | Format    |
| ----------------- | ----------------- | --------- |
| Stany Zjednoczone | 23 listopada 2003 | singel CD |
| Islandia          | 8 grudnia 2003    | singel CD |
| Wielka Brytania   | 13 stycznia 2004  | singel CD |

## Wersja G.E.M.
W 2010 roku hongkońska artystka G.E.M. nagrała własną wersję piosenki, którą zamieściła na swoim trzecim albumie studyjnym pt. My Secret (2011). Utwór wydany został jako piąty singel promujący krążek.

### Pozycje na listach przebojów
Notowania radiowe
| Kraj     | Notowanie (2011)          | Wydawca                    | Najwyższa pozycja |
| -------- | ------------------------- | -------------------------- | ----------------- |
| Hongkong | Metro Radio Pop Chart 997 | Metro Radio                | 1                 |
| Hongkong | MOOV Chart                | MOOV                       | 24                |
| Hongkong | RTHK Chinese Pop          | Radio Television Hong Kong | 11                |
| Hongkong | Singles Chart             | KKBOX HK                   | 15                |